# Театар Сурчин
Театар Сурчин је београдско позориште које је основано 2024. године.

## Опште информације
Позориште се налази на адреси  у Војвођанској улици 79 у општини Сурчин у простору уређене сале Дома културе.
Свечано је отворено 19. априла 2024. године, а на репертоару у пуној сали била је култна позоришна представа Књига о Милутину, у којој је главну улогу имао српски глумац Ненад Јездић. Одмах по оснивању позориште је остварило сарадњу са Звездара театром.